# Tony Bourge
Tony Bourge (narozen jako Antony James Bourge; 24. listopadu 1948 v Cardiffu, Velká Británie) byl původním kytaristou skupiny Budgie. Skupinu opustil v roce 1978.
V roce 1982 se připojil k původnímu bubeníkovi skupiny Budgie Ray Phillipsovi a založil s ním skupinu Tredegar. Od začátku 90. let přestal aktivně působit v oblasti hudby a věnuje se své nábytkářské firmě v Cardiffu.